# Pentatlón femenino

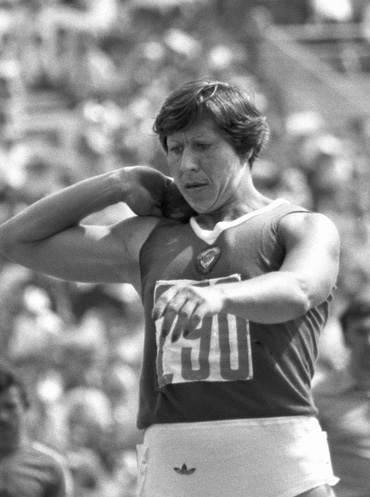
Nadiya Tkachenko compitiendo en la prueba de lanzamiento de peso en el pentatlón olímpico de los Juegos Olímpicos de Moscú 1980, donde ganó la medalla de oro.

El pentatlón o pentatlón femenino es un evento combinado de atletismo en el que cada mujer compite en cinco eventos separados durante un día (anteriormente dos días). La distancia o el tiempo de cada evento se convierte en puntos a través de tablas de puntuación, con la clasificación general determinada por el total de puntos. Desde 1949, los eventos han sido carrera corta de vallas, salto de altura, lanzamiento de peso, salto de longitud y una carrera lisa. La distancia corta de vallas fue de 80 m al aire libre hasta 1969 y después, de 100 metros; en pentatlón bajo techo la distancia es de 60 m La carrera lisa fue de 200 m hasta 1976 y después, de 800 m En la competición al aire libre de élite, el pentatlón fue reemplazado en 1981 por el heptatlón, que tiene siete pruebas, con 200 m y 800 m, así como el lanzamiento de jabalina. El pentatlón todavía se disputa a nivel de escuela y maestría y bajo techo.

## Historia

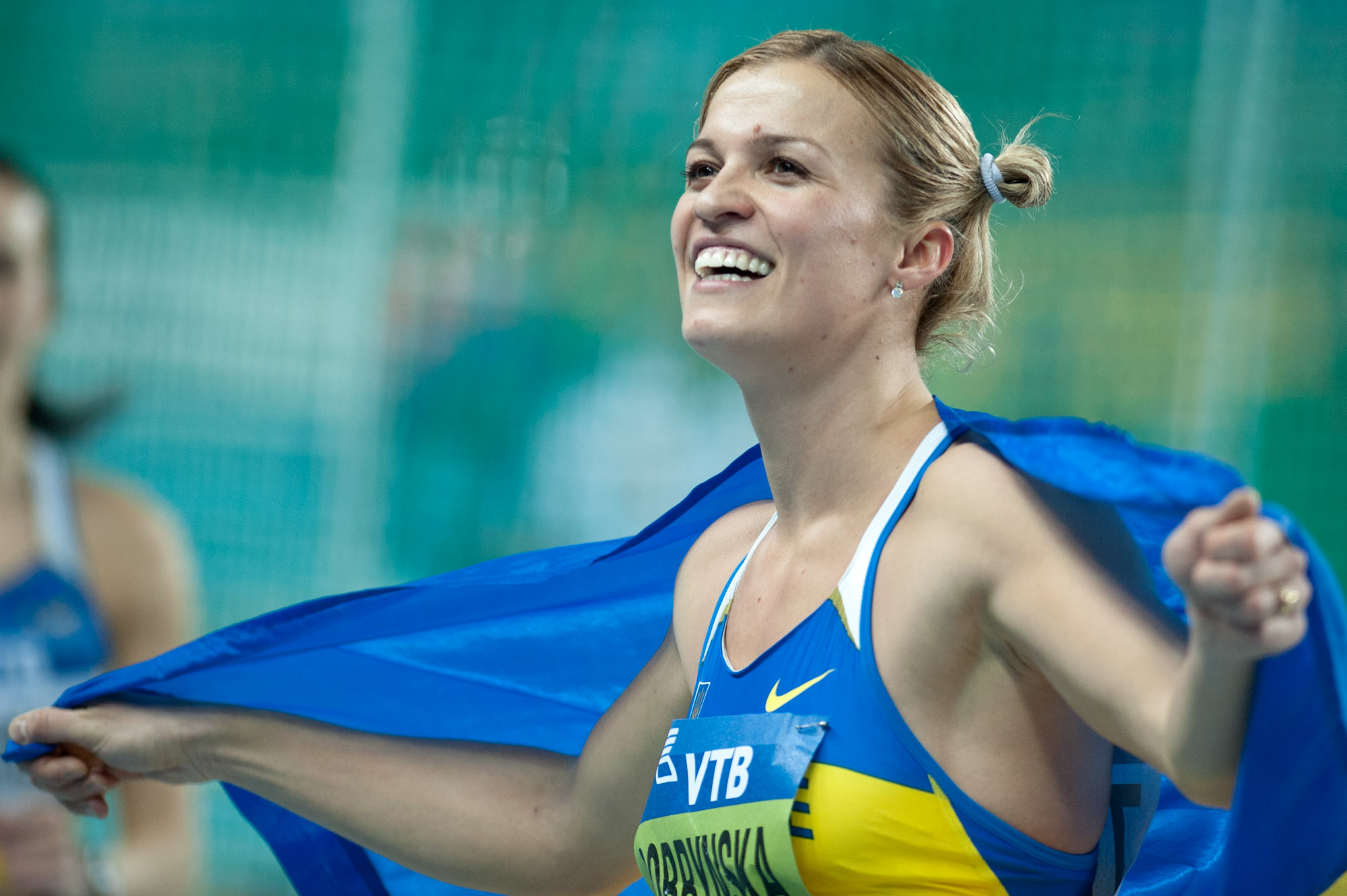
Nataliya Dobrynska celebrando su victoria en pentatlón en el Campeonato Mundial Indoor de la IAAF de 2012

La palabra pentatlón se deriva del griego pente (cinco) y athlon (concurso). El antiguo pentatlón olímpico comprendía una carrera de velocidad, lanzamientos de disco y de jabalina, salto de longitud y lucha libre. El pentatlón moderno es un evento multideportivo. En atletismo masculino, las competiciones de pentatlón se llevaron a cabo en el siglo XX, pero el decatlón de diez pruebas se convirtió en la competición estándar de pruebas múltiples.
La Federación Internacional de Deportes Femeninos se estableció en 1921 y el primer pentatlón registrado fue en la Olimpiada Femenina de 1922 en Montecarlo . Los eventos fueron: 60  metros, 300 m, salto de altura, lanzamiento de jabalina a dos manos y lanzamiento de peso a dos manos. A finales de la década de 1920, las pruebas fueron: lanzamiento de peso y salto de longitud el primer día, y 100 m, salto de altura y lanzamiento de jabalina el segundo día. El primer récord mundial reconocido por la IAAF fue establecido en los Juegos Mundiales Femeninos de 1934 por Gisela Mauermayer .
A partir de 1949 las pruebas fueron: lanzamiento de peso, salto de altura y 200 m en el primer día; 80 metros vallas y salto de longitud en el segundo. Las tablas de puntuación se cambiaron en 1954 y nuevamente en 1971. En 1961, el orden de los eventos se cambió a: 80 metros vallas, lanzamiento de peso y salto de altura el primer día; salto de longitud y 200 m en el segundo. En 1971 losl 80 metros vallas se cambiaron a 100 metros vallas. A partir de 1977 se disputaron todas en un solo día. El pentatlón se disputó en los Campeonatos Europeos de Atletismo de 1950 a 1978 y en los Juegos Olímpicos de 1964 a 1980 . La IAAF no ha ratificado récords mundiales en pentatlón al aire libre desde que lo reemplazó en 1981 con el heptatlón.

## En pista cubierta
El pentatlón todavía se lleva a cabo bajo techo, donde el Heptatlón no se puede realizar porque las pistas son demasiado pequeñas para el lanzamiento de jabalina. Se agregó a los Campeonatos Mundiales en Pista Cubierta de la IAAF como un evento no oficial en 1993, y oficialmente en 1995. El pentatlón bajo techo se lleva a cabo durante un período de un día. Cada atleta completa una prueba al mismo tiempo, y luego hay un descanso de 30 minutos hasta la próxima prueba. El récord mundial actual es de 5055 puntos de Nafissatou Thiam en el Campeonato de Europa de atletismo en pista cubierta de 2023 .
| Eventos             |
| ------------------- |
| 60 metros vallas    |
| Salto de altura     |
| Lanzamiento de peso |
| Salto de longitud   |
| 800 metros          |

### Los 25 mejores de todos los tiempos
(60 m vallas, salto de altura, lanzamiento de peso, salto de longitud, 800m)
- Correcto a partir de marzo de 2023.[8]

| Rank | Score | Atleta                                  | Fecha                 | Sede        | Ref    |
| ---- | ----- | --------------------------------------- | --------------------- | ----------- | ------ |
| 1    | 5055  | Nafissatou Thiam (Bélgica)              | 3 de marzo de 2023    | Estambul    | [ 9 ]  |
| 2    | 5014  | Adrianna Sułek (Polonia)                | 3 de marzo de 2023    | Estambul    | [ 9 ]  |
| 3    | 5013  | Nataliya Dobrynska (Ucrania)            | 9 de marzo de 2012    | Estambul    |        |
| 4    | 5004  | Anna Hall (Estados Unidos)              | 16 de febrero de 2023 | Albuquerque | [ 10 ] |
| 5    | 5000  | Katarina Johnson-Thompson (Reino Unido) | 6 de marzo de 2015    | Praga       |        |
| 6    | 4991  | Irina Belova (Rusia)                    | 15 de febrero de 1992 | Berlín      |        |
| 7    | 4965  | Jessica Ennis (Reino Unido)             | 9 de marzo de 2012    | Estambul    |        |
| 8    | 4948  | Carolina Klüft (Suecia)                 | 4 de marzo de 2005    | Madrid      |        |
| 9    | 4929  | Noor Vidts (Bélgica)                    | 18 de marzo de 2022   | Belgrado    | [ 11 ] |
| 10   | 4927  | Kelly Sotherton (Reino Unido)           | 2 de marzo de 2007    | Birmingham  |        |
| 11   | 4896  | Ekaterina Bolshova (Rusia)              | 7 de febrero de 2012  | Moscú       |        |
| 12   | 4881  | Brianne Theisen-Eaton (Canadá)          | 18 de marzo de 2016   | Portland    |        |
| 13   | 4877  | Tia Hellebaut (Bélgica)                 | 11 de febrero de 2007 | Gante       |        |
| 14   | 4866  | Svetlana Moskalets (Rusia)              | 3 de febrero de 1995  | Cheliábinsk |        |
| 15   | 4850  | Natallia Sazanovich (Bielorrusia)       | 9 de marzo de 2001    | Lisboa      |        |
| 16   | 4830  | Nadine Broersen (Países Bajos)          | 7 de marzo de 2014    | Sopot       |        |
| 17   | 4808  | Urszula Włodarczyk (Polonia)            | 27 de febrero de 1998 | Valencia    |        |
| 18   | 4805  | Sharon Day-Monroe (Estados Unidos)      | 21 de febrero de 2014 | Albuquerque |        |
| 19   | 4802  | Austra Skujyte (Lituania)               | 9 de marzo de 2012    | Estambul    |        |
| 20   | 4801  | Larisa Turchinskaya (Rusia)             | 11 de marzo de 1994   | París       |        |
| 20   | 4801  | Karin Ruckstuhl (Países Bajos)          | 2 de marzo de 1997    | Birmingham  |        |
| 22   | 4792  | Olga Kurban (Rusia)                     | 7 de febrero de 2012  | Moscú       |        |
| 23   | 4784  | Anna Bogdanova (Rusia)                  | 4 de febrero de 2009  | Penza       |        |
| 24   | 4780  | Sabine Braun (Alemania)                 | 7 de marzo de 1997    | París       |        |
| 25   | 4775  | Rita Ináncsi (Hungría)                  | 11 de marzo de 1994   | París       |        |

A continuación se muestra una lista de puntuaciones iguales o superiores a 4775 pts:
- Katarina Johnson-Thompson también anotó 4983 (2019).
- Carolina Klüft también anotó 4944 (2007), 4933 (2003).
- Jessica Ennis-Hill también obtuvo 4937 (2010).
- Nafissatou Thiam también anotó 4904 (2021), 4870 (2017).
- Natallia Dobrynska también anotó 4880 (2012).
- Tia Hellebaut también anotó 4867 (2008).
- Adrianna Sułek también anotó 4860 (2023), 4851 (2022).
- Noor Vidts también anotó 4823 (2023).

#### Marcas anuladas
- La puntuación de Tatyana Chernova de Rusia de 4855 pts fue anulada debido a un delito de dopaje.
- La puntuación de 4847 pts de Anastasiya Mokhnyuk de Ucrania fue anulada debido a un delito de dopaje.

### Progresión récord mundial
| Atleta             | País              | Puntos | Resultados del evento                    | Lugar                  | Fecha                 |
| ------------------ | ----------------- | ------ | ---------------------------------------- | ---------------------- | --------------------- |
| Sabine Paetz       | Alemania Oriental | 4768   | 8,16 s, 1,74 m, 14,76 m, 6,61 m, 2:15,63 | Moscú, Unión Soviética | 15 de febrero de 1985 |
| Irina Belova       | Rusia             | 4991   | 8,22 s, 1,93 m, 13,25 m, 6,67 m, 2:10,26 | Berlín, Alemania       | 15 de febrero de 1992 |
| Natallia Dobrynska | Ucrania           | 5013   | 8,38 s, 1,84 m, 16,51 m, 6,57 m, 2:11,15 | Estambul, Turquía      | 9 de marzo de 2012    |
| Adrianna Sułek     | Polonia           | 5014   | 8,21 s, 1,89 m, 13,89 m, 6,62 m, 2:07,17 | Estambul, Turquía      | 3 de marzo de 2023    |
| Nafissatou Thiam   | Bélgica           | 5055   | 8,23 s, 1,92 m, 15,54 m, 6,59 m, 2:13,60 | Estambul, Turquía      | 3 de marzo de 2023    |

### Récords mundiales (WR) en comparación con Pentatlón Bests (PB)
| Evento              | Tipo                        | Atleta                      | Registro                    | Puntuación | Diferencia en puntos anotados | Árbitro |
| 60 m vallas         |                             |                             |                             |            |                               |         |
| ------------------- | --------------------------- | --------------------------- | --------------------------- | ---------- | ----------------------------- | ------- |
| 60 m vallas         | WR                          | Susanna Kallur              | 7,68 segundos               | 1204       |                               |         |
| 60 m vallas         | PB                          | Jessica Ennis-Hill          | 7,91 segundos               | 1150       | −54                           | [ 12 ]  |
| Salto de altura     |                             |                             |                             |            |                               |         |
| WR                  | Kajsa Bergqvist             | 2,08 metros                 | 1345                        |            |                               |         |
| PB                  | Tia Hellebaut               | 1,99 metros                 | 1224                        | −121       |                               |         |
| Lanzamiento de peso |                             |                             |                             |            |                               |         |
| WR                  | Helena Fibingerová          | 22,50 metros                | 1369                        |            |                               |         |
| PB                  | Eva Wilms                   | 20,27 metros                | 1217                        | −152       |                               |         |
| Salto de longitud   |                             |                             |                             |            |                               |         |
| WR                  | Heike Drechsler             | 7,37 metros                 | 1299                        |            |                               |         |
| PB                  | Katarina Johnson-Thompson   | 6,89 metros                 | 1135                        | −164       | [ 13 ]                        |         |
| 800 metros          |                             |                             |                             |            |                               |         |
| WR                  | Jolanda Ceplak              | 1:55.82 min :s              | 1182                        |            |                               |         |
| PB                  | Ester Goossens              | 2:04.42 min:s               | 1048                        | −134       |                               |         |
| Total               | Récord mundial              | Récord mundial              | Récord mundial              | 6399       |                               |         |
| Total               | Mejores marcas de pentatlón | Mejores marcas de pentatlón | Mejores marcas de pentatlón | 5774       | −625                          |         |

## Medallistas en Juegos Olímpicos
El Pentatlón femenino fue prueba olímpica desde Tokio 1964 hasta Moscú 1980, a partir de Los Ángeles 1984 la prueba olímpica pasó a ser el Heptatlón.
| Edición       | Oro                                  | Plata                                 | Bronce                               |
| ------------- | ------------------------------------ | ------------------------------------- | ------------------------------------ |
| Tokio 1964    | Irina Press · Unión Soviética        | Mary Rand · Reino Unido               | Galina Bystrova · Unión Soviética    |
| México 1968   | Ingrid Becker · Alemania Occidental  | Liese Prokop · Austria                | Annamária Tóth · Hungría             |
| Múnich 1972   | Mary Peters · Reino Unido            | Heide Rosendahl · Alemania Occidental | Burglinde Pollak · Alemania Oriental |
| Montreal 1976 | Siegrun Siegl · Alemania Oriental    | Christine Laser · Alemania Oriental   | Burglinde Pollak · Alemania Oriental |
| Moscú 1980    | Nadezhda Tkachenko · Unión Soviética | Olga Rukavishnikova · Unión Soviética | Olga Kuragina · Unión Soviética      |

## Medallistas del Campeonato del Mundo Indoor
| Edición         | Oro                                   | Plata                             | Bronce                          |
| --------------- | ------------------------------------- | --------------------------------- | ------------------------------- |
| Barcelona 1995  | Svetlana Moskalets · Rusia            | Kym Carter Estados Unidos         | Irina Tyukhay · Rusia           |
| París 1997      | Sabine Braun · Alemania               | Mona Steigauf · Alemania          | Kym Carter Estados Unidos       |
| Maebashi 1999   | Le Shundra Nathan Estados Unidos      | Irina Belova · Rusia              | Urszula Włodarczyk · Polonia    |
| Lisboa 2001     | Natallia Sazanovich · Bielorrusia     | Yelena Prokhorova · Rusia         | Karin Ertl · Alemania           |
| Birmingham 2003 | Carolina Klüft · Suecia               | Natallia Sazanovich · Bielorrusia | Marie Collonvillé Francia       |
| Budapest 2004   | Naide Gomes Portugal                  | Nataliya Dobrynska · Ucrania      | Austra Skujytė · Lituania       |
| Moscú 2006      | Lyudmyla Blonska · Ucrania            | Karin Ruckstuhl · Países Bajos    | Olga Levenkova · Ucrania        |
| Valencia 2008   | Tia Hellebaut · Bélgica               | Kelly Sotherton Reino Unido       | Anna Bogdanova · Rusia          |
| Doha 2010       | Jessica Ennis Reino Unido             | Nataliya Dobrynska · Ucrania      | Hyleas Fountain Estados Unidos  |
| Estambul 2012   | Nataliya Dobrynska · Ucrania          | Jessica Ennis Reino Unido         | Austra Skujytė · Lituania       |
| Sopot 2014      | Nadine Broersen · Países Bajos        | Brianne Theisen-Eaton · Canadá    | Alina Fyodorova · Ucrania       |
| Portland 2016   | Brianne Theisen-Eaton · Canadá        | Alina Fyodorova · Ucrania         | Barbara Nwaba Estados Unidos    |
| Birmingham 2018 | Katarina Johnson-Thompson Reino Unido | Ivona Dadic · Austria             | Yorgelis Rodríguez · Cuba       |
| Belgrado 2022   | Noor Vidts · Bélgica                  | Adrianna Sułek · Polonia          | Kendell Williams Estados Unidos |
| Glasgow 2024    | Noor Vidts · Bélgica                  | Saga Vanninen · Finlandia         | Sofie Dokter · Países Bajos     |

## La mejor de la temporada
| Año  | Puntaje | Atleta                                  | Lugar            |
| ---- | ------- | --------------------------------------- | ---------------- |
| 2013 | 4,851   | Ekaterina Bolshova (Rusia)              | Volgogrado       |
| 2014 | 4,830   | Nadine Broersen (Países Bajos)          | Sopot            |
| 2015 | 5,000   | Katarina Johnson-Thompson (Reino Unido) | Praga            |
| 2016 | 4,881   | Brianne Theisen-Eaton (Canadá)          | Pórtland         |
| 2017 | 4,870   | Nafissatou Thiam (Bélgica)              | Belgrado         |
| 2018 | 4,760   | Erica Bougard (Estados Unidos)          | Alburquerque     |
| 2019 | 4,983   | Katarina Johnson-Thompson (Reino Unido) | Glasgow          |
| 2020 | 4,629   | Noor Vidts (Bélgica)                    | Louvain-la-Neuve |
| 2021 | 4,904   | Nafissatou Thiam (Bélgica)              | Correr           |
| 2022 | 4,929   | Noor Vidts (Bélgica)                    | Belgrado         |
| 2023 | 5,055   | Nafissatou Thiam (Bélgica)              | Estambul         |

## Pentatlón al aire libre contemporáneo
Además de los eventos bajo techo en todos los niveles, el pentatlón al aire libre sigue siendo común en el atletismo de la escuela secundaria . Es simplemente una versión más pequeña del decatlón o heptatlón. Para las niñas, las pruebas son 100 metros vallas, salto de longitud, lanzamiento de peso, salto de altura y una carrera de 800 metros El pentatlón se usa porque es menos estresante para los atletas que un evento múltiple completo y porque muchos encuentros de escuelas secundarias solo duran un día, permite que el evento se dispute dentro del límite de tiempo.